# Paul Evdokimov
Paul Evdokimov (ros. Павел Николаевич Евдокимов Pawieł Nikołajewicz Jewdokimow; ur. 20 lipca?/2 sierpnia 1901, zm. 16 września 1970) – świecki teolog prawosławny, znany z działalności ekumenicznej, jego praca naukowa, dzieła i postawa wzbudzały szacunek protestantów i rzymskich katolików, a także przedstawicieli innych religii. 

## Życiorys
Pawieł Nikołajewicz Jewdokimow urodził się w Sankt Petersburgu 2 sierpnia 1901 r., zmarł 16 września 1970 r. w Meudon pod Paryżem. Pochodził z rodziny arystokratycznej. Wcześnie stracił ojca, pułkownika, który został zabity w 1905 r. przez jednego ze swoich żołnierzy. Wychowywała go matka, osoba bardzo religijna. W 1918 r., będąc absolwentem szkoły kadetów, rozpoczął studia teologiczne na Kijowskiej Akademii Duchownej. Po przewrocie i rewolucji zmuszony został do wyemigrowania, wraz z rodziną. 
W 1923 r. osiedlił się w Paryżu, gdzie dotarł przez Krym i Konstantynopol. W początkowym okresie, aby utrzymać się, musiał wykonywać prace nieskłaniające do intelektualnego rozwoju. Był m.in. pomywaczem w restauracjach, robotnikiem w fabrykach samochodów, kierowcą taksówki, mył wagony kolejowe. Praca zarobkowa nie przeszkodziła mu studiować na Sorbonie, a następnie w Prawosławnym Instytucie Teologicznym św. Sergiusza (w drugiej uczelni kształcił się już dzięki stypendium). Zaprzyjaźnił się tam z Siergiejem Bułgakowem, jednym z najwybitniejszych teologów prawosławnych XX wieku oraz z jednym z największych dwudziestowiecznych, rosyjskich myślicieli religijnych, Nikołajem Aleksandrowiczem Bierdiajewem. To właśnie tym intelektualistom twórczość Evdokimova zawdzięcza liczne inspiracje. Przetworzone i opracowane w specyficzny sposób, nadały jego teologicznym wypowiedziom niepowtarzalny charakter i atmosferę. W okresie późniejszym zaprzyjaźnił się z wieloma innym, uznanymi przedstawicielami tzw. „szkoły paryskiej”, m.in. Elisabeth Behr-Sigel, ojcem Nikołajem Afanasjewem, Lwem Zanderem, Olivierem Clément. 
W 1927 r. zawarł związek małżeński z Nataszą Brunel, nauczycielką języka włoskiego. Z tego związku narodziło się dwoje dzieci: Michał (Michel Evdokimov), teolog, kapłan, autor licznych książek, emerytowany profesor literatury porównawczej w Poitier i Nina Pecheff-Evdokimov. 
W 1928 r. ukończył studia teologiczne w Instytucie św. Sergiusza i uzyskał stopień naukowy. Pod koniec lat dwudziestych był członkiem założycielem Rosyjskiego Studenckiego Ruchu Chrześcijańskiego (ros. Русское студенческое христианское движение, РСХД [Russkoje studienczieskoje christianskoje dwiżenie]). 
W 1942 r. w Aix-en-Provence obronił doktorat w dziedzinie filozofii „Dostojewski i problem zła”. W 1944 r. wydana została bardzo ważna praca Evdokimova pt. „Le mariage, sacrament de l’amour” (pol. wydanie „Sakrament miłości. Tajemnica małżeństwa w świetle tradycji prawosławnej”). 
W czasie okupacji działał w ruchu oporu. Współpracował w nim z protestantami w ramach CIMADE (Commité inter-Movements pour l’acceuil des évacués). Wchodził w skład oddziału ukrywającego, ochraniającego i organizującego ucieczki Żydów i więźniów politycznych. 
Pod koniec II wojny światowej zmarła żona Evdokimova. Chorowała na nowotwór. Po śmierci żony proponowano mu wstąpienie w stan kapłański, pozostał jednak świeckim teologiem. 
Po wojnie kierował domami CIMADE, w Sèvres, a później w Massy. Te schroniska dla uchodźców i ludzi przesiedlonych, w latach 50. i 60. przekształciły się w chrześcijańskie domy gościnne dla studentów z Trzeciego Świata i innych imigrantów, a także dla trudnej młodzieży i innych odrzuconych. W tym okresie poświęcał się również pracy nauczycielskiej, wykładał w Instytucie Ekumenicznym w Bossey, pracował tam razem z Nikosem Nissiotisem, greckim teologiem, filozofem, profesorem uniwersyteckim. W 1953 r. uczestniczył w tworzeniu międzynarodowego ruchu młodzieży prawosławnej Syndesmos. Rozpoczął także pracę wykładowcy w Teologicznym Instytucie św. Sergiusza. Razem z Olivierem Clémentem organizował letnie kursy teologiczne i programy kształcenia teologicznego dla dorosłych. 
W 1954 r. ponownie się ożenił. Jego druga żona, Tomoko Sakai, była córką japońskiego dyplomaty. 
W 1959 r. otrzymał stopień doktora teologii za książkę „Prawosławie”. W 1964 r. Paula Evdokimova wyznaczono na oficjalnego obserwatora na trzecią sesję Soboru Watykańskiego II; miał wpływ na kształt Gaudium et spes. Duszpasterskiej Konstytucji o Kościele we Współczesnym Świecie. W tamtym okresie rozwijał swoją działalność ekumeniczną. Pisał artykuły do czasopisma „Bible et vie chretienne” i wykładał w Instytucie Ekumenicznym w Bossey i Instytucie Katolickim w Paryżu. 
Paul Evdokimov zmarł 16 września 1970 r.

## Najważniejsze tematy i język refleksji teologicznej Paula Evdokimova
Jego twórczość teologiczną cechuje bogactwo wątków i tematów, należą do nich m.in.: kwestia współczesnego ateizmu, jego przyczyn, form, wpływu, błyskawicznego rozprzestrzenia się, kondensacji i konsekwencji, jakie ze sobą niesie; szalona miłość (gr. manikos eros) Boga do człowieka; Bóg jako Philathropos, Miłujący Człowieka; milczenie Boga; kenosis we Wcieleniu; wolność człowieka i wolność Boga; apokatastaza, asceza współczesna czyli monastycyzm uwewnętrzniony (czy inaczej: biały monastycyzm); ikona ujmowana często w kontekście filokalicznym, piękno jako element zbawiający, Bóg jako Piękno; grzeszność (próbując zrozumieć, co dzieje się z człowiekiem upadającym, nawiązywał Evdokimov nie tylko do wykładni religijnej, ale także do dokonań np. neopsychoanalizy humanistycznej i psychoanalizy analitycznej); kobieta i kobiecość w sensie religijnym i świeckim (nawiązanie do archetypu Theotokos – Matki Boga jako wzorca, matrycy dla wszystkich kobiet, a także Pneumatophora – Nosicielki Ducha, kobieta ma większy związek z trzecią hipostazą, Duchem Św. niż mężczyzna); rola kobiety w świecie i kościele; teologia serca (serce jako miejsce spotkania Boga i człowieka; ze szczególnym naciskiem na jej aspekt homo cordis absconditus i Deus cordis absconditus); sofiologia (nieco „zakamuflowana”, nie jest tak rozbudowana jak np. u Władimira Sołowjowa czy ojca Siergieja Bułgakowa); triadologia (np. życie Trójcy i realizacja miłości w Trójcy jako wzór dla miłości kobiety i mężczyzny, perychoreza jako miłosna „komunikacja idiomatów”); miłość między kobietą i mężczyzną jako sakrament i misterium. Większość książek Paula Evdokimova została przetłumaczona na język polski. Dzieła Evdokimova niełatwo poddać systematycznej analizie i interpretacji. Język teologa nie jest podporządkowany nakazom scholastycznego wywodu, obfituje w metafory, alegorie, poetyckie frazy, figury retoryczne obce usystematyzowanym traktatom teologicznym, wreszcie liczne odwołania do patrystyki i mistyki, szczególnie chrześcijańskiego Wschodu. Często przypomina język prorocki, pełen pasji, ognisty, skrajnie emocjonalny.

## Przekłady prac na język polski
- Prawosławie, przeł. Jerzy Klinger, Warszawa: "Pax", 1964.
- Kobieta i zbawienie świata, przeł. Elżbieta Wolicka, Poznań: "W Drodze" 1991.
- Poznanie Boga w tradycji wschodniej : patrystyka, liturgia, ikonografia, przeł. Alina Liduchowska, Kraków: "M" 1996.
- Wieki życia duchowego : od Ojców pustyni do naszych czasów, przeł. Maria Tarnowska, wstęp Wacław Hryniewicz, Kraków: "Znak" 1996.
- Sztuka ikony teologia piękna, przeł. Maria Żurowska, Warszawa: Wydawnictwo Księży Marianów 1999.
- Szalona miłość Boga, przeł. Małgorzata Kowalska, Białystok: Bractwo Młodzieży Prawosławnej w Polsce 2001.
- Gogol i Dostojewski czyli Zstąpienie do otchłani, przeł. Adriana Kunka, Bydgoszcz: "Homini" 2002.
- Sakrament miłości. Tajemnica małżeństwa w świetle tradycji prawosławnej, przeł. Maria Żurowska, Białystok: Bractwo Młodzieży Prawosławnej w Polsce 2007.
- Życie duchowe w mieście, przeł. Maria Żurowska, Poznań: Wydawnictwo Polskiej Prowincji Dominikanów W drodze 2011.
- Duch Święty w tradycji prawosławnej, wprow. Wacław Hryniewicz, przeł. Maria Żurowska, Poznań: Wydawnictwo Polskiej Prowincji Dominikanów W drodze 2012.
- Prawosławna wizja teologii moralnej. Bóg w życiu ludzi, tłum. Wiesław Szymona OP, przedmowa Michel Evdokimov, Kraków: Wydawnictwo Homo Dei 2012.

## Wybrane opracowania w języku polskim (także przekłady opracowań obcojęzycznych)
- Maciej Biskup OP, Pustynia i Tabor w sercu miasta (wstęp do książki Życie duchowe w mieście), [w:] Życie duchowe w mieście, przeł. M. Żurowska, Wydawnictwo Polskiej Prowincji Dominikanów „W drodze”, Poznań 2011. ISBN 978-83-7033-756-8
- Bartłomiej Brzeziński, Kilka refleksji o współczesności, wierze i Bogu po lekturze Evdokimova, „Sprawy Wschodnie” 2006, nr 1-2 (11-12), s. 103-109. ISSN 1644-0390
- Bartłomiej Brzeziński, O ateizmie w refleksji teologicznej Paula Evdokimova, [w:] Rosja współczesna. Dziedzictwo i przyszłość, pod red. M. Brody, O. Nadskakuły i A. Płaczka, Dom Wydawniczy DUET, Toruń 2010. ISBN 978-83-61185-81-9
- Bartłomiej Brzeziński, Asceta w wielkim mieście. „Monastycyzm uwewnętrzniony” Paula Evdokimova, [w:] „Zeszyty Naukowe Centrum Badań im. Edyty Stein” 2011, nr . „Kultura prawosławna”, pod red. B. Brzezińskiego, D. Jewdokimow, N. Przybylskiej, Wydawnictwo Naukowe UAM, Poznań 2011, s. 155-169. ISBN 978-83-232-2340-5
- Olivier Clément, Przedmowa (do książki Wieki życia duchowego), [w:] Wieki życia duchowego, przekł. M. Tarnowska, wstęp W. Hryniewicz OMI, Wydawnictwo ZNAK, Kraków 1996. ISBN 83-7006-522-8
- Olivier Clément, Przedmowa do wydania francuskiego (do książki Kobieta i zbawienie świata), [w:] Kobieta i zbawienie świata, tłum. E. Wolicka, Wydawnictwo „W drodze”, Poznań 1991. ISBN 83-7033-088-6
- Michel Evdokimov, Przedmowa (do książki Prawosławna wizja teologii moralnej. Bóg w życiu ludzi), [w:] Prawosławna wizja teologii moralnej. Bóg w życiu ludzi, tłum. W. Szymona OP, Wydawnictwo Homo Dei, Kraków 2012. ISBN 978-83-62579-60-0
- Jan Sergiusz Gajek, Paweł Nikołajewicz Ewdokimow (1901-1970) świadek prawosławia na Zachodzie i jego eklezjologia, „Roczniki Teologiczne KUL” 1995, nr 7, s. 103-112.
- Luce Giard, Wstęp (do książki Szalona miłość Boga), [w:] Szalona miłość Boga, przeł. M. Kowalska, Bractwo Młodzieży Prawosławnej w Polsce, Białystok 2001. ISBN 83-87281-22-0
- Marta Giglok, Miejsce spotkania Boga i człowieka. Idea ikony jako sakramentu Bożej obecności w teologii ikony Paula Evdokimova, „Teologia Młodych” 2013, nr 2, s. 21-29.
- Wacław Hryniewicz OMI, Duchowość, która leczy i przemienia (przedmowa do wydania polskiego książki Wieki życia duchowego), [w:] Wieki życia duchowego, przekł. M. Tarnowska, wstęp W. Hryniewicz OMI, Wydawnictwo ZNAK, Kraków 1996. ISBN 83-7006-522-8
- Wacław Hryniewicz OMI, Przedmowa do wydania polskiego (do książki Kobieta i zbawienie świata), [w:] Kobieta i zbawienie świata, tłum. E. Wolicka, Wydawnictwo „W drodze”, Poznań 1991. ISBN 83-7033-088-6
- Wacław Hryniewicz OMI, Duch Święty – Mistagog Bożego Królestwa (wstęp do polskiego wydania książki Duch Święty w tradycji prawosławnej, przekł. M. Żurowska, wprowadzenie W. Hryniewicz OMI, Wydawnictwo Polskiej Prowincji Dominikanów „W drodze”, Poznań 2012. ISBN 978-83-7033-833-6
- Paweł Kiejkowski, Chrystus wielkim Prekursorem Ducha Świętego. Pneumatologiczny rys trynitarnej ekonomii zbawienia w teologii Paula Evdokimova, „Studia Gnesnensia”, Tom XXVIII (2014) 187–203, s. 187-203.
- Mieczysław Kinaszczuk, Chrystus Lekarz. Terapeutyczny charakter odkupieńczego dzieła Chrystusa w ujęciu Paula Evdokimova, Rozprawy Naukowe – Papieski Fakultet Teologiczny we Wrocławiu, Wrocław 2003. ISBN 83-87318-65-5
- Urszula Michałowska, Paul Evdokimov o duchowości kobiety, [w:] Duchowość kobiety, pod red. J. Augustyna SJ, Wydawnictwo WAM, Kraków 2007. ISBN 978-83-7318-998-0
- Henryk Paprocki, Posłowie (do książki Sztuka ikony. Teologia piękna), [w:] Sztuka ikony. Teologia piękna, z języka franc. przeł. M. Żurowska, Wydawnictwo Księży Marianów, Warszawa 1999. ISBN 83-7119-176-6
- Michael Plekon, „Sakrament braterstwa” w życiu i myśli Paula Evdokimova i Matki Marii Skobcowej, tłum. B. Brzeziński, „Sensus Historiae” 2011, VOL. IV (2011/3), ss. 99-119. ISSN 2082-0860
- Michael Plekon, Teolog Boskiego piękna. Życie jako służba, tłum. B. Brzeziński, [w:] „Zeszyty Naukowe Centrum Badań im. Edyty Stein” 2011, nr . „Kultura prawosławna”, pod red. B. Brzezińskiego, D. Jewdokimow, N. Przybylskiej, Wydawnictwo Naukowe UAM, Poznań 2011, ss. 149-154. ISBN 978-83-232-2340-5
- Grzegorz Przebinda, Literatura i teologia: niebezpieczeństwo uproszczonej lektury. Jaskinia Gogola i Dostojewskiego (omówienie książki Paula Evdokimova Gogol i Dostojewski czyli zstąpienie do otchłani), http://www.rubl.uj.edu.pl/pracownicy/fiszka.php?os=01_przebinda&jed=KKSW&opis=przeb_tp10&w=1, dostęp 03.05.2017.
- Teofil Siudy, ks., Duch Święty a Maryja. Duch Święty a Maryja. Materiały z sympozjum zorganizowanego przez Katedrę Mariologii KUL oraz Oddział PTT w Częstochowie, Częstochowa, 22-23 maja 1998 roku, Częstochowa: Polskie Towarzystwo Mariologiczne 1999, ss. 123-134. ISBN 83-912039-0-5
- Jerzy Tofiluk, Przedmowa do wydania polskiego (książki Szalona miłość Boga), [w:] Szalona miłość Boga, przeł. M. Kowalska, Bractwo Młodzieży Prawosławnej w Polsce, Białystok 2001. ISBN 83-87281-22-0